# Trasvilla

Trasvilla es un lugar o caserío del término Municipal de Villafufre (Cantabria, España). Pertenece al barrio de Escobedo de Villafufre. Se compone de unas 30 casas entre ellas varias casonas de hidalgos blasonadas con escudo de armas en piedra.
Se encuentra a la izquierda de la carretera a un kilómetro aproximadamente del cruce del Soto. Entre las casas blasonadas destaca la llamada El Palacio, donde, a pesar de su restauración, puede verse todavía un escudo en la fachada con las armas de Muñoz y Gamboa. En este punto es desde el que tenemos una excelente panorámica del municipio de Villafufre.

## Patrimonio
El Palacio de Trasvilla, actualmente es un hotel de lujo con seis habitaciones decoradas al estilo noble y que en siglos pasados fue Solar de la familia Muñoz y Gamboa de quienes conserva su escudo de armas. Esta familia tuvo importantes cargos en la corte de los Austrias como Francisco Muñoz Gamboa que fue Grefier de la Reina Mariana de Austria y Manuel Muñoz y Gamboa Controlador de la Reina Mariana de Austria en 1651.
Existe otra casa torre en el centro de Trasvilla también con el blasón de los Muñoz Gamboa y alianzas. En una plaza detrás existe otra casa torre con un escudo muy antiguo que lleva una inscripción alrededor y trae partido: Dos torres y en punta dos animales que trepan por una escalera. Se cree son las armas de Gutiérrez.